# Petržalka
| Petržalka           | Petržalka            |
| ------------------- | -------------------- |
| Petržalka           |                      |
| Grb                 | Karta                |
|                     |                      |
| Opći podaci         |                      |
| Kraj:               | Bratislavský         |
| Okrug:              | Bratislava V         |
| Regija:             | Bratislava i okolica |
| Nadmorska visina:   | 131 m                |
| Površina:           | 28.68 km²            |
| Stanovništvo:       | 115 195 (2004.)      |
| Gustoća:            | 4 016.56 stan./km2   |
| Statistički kôd:    |                      |
| Registarska oznaka: | BA                   |
| Poštanski broj:     | 852 XX               |
| Pozivni broj:       | 02                   |
| Stranica:           | www.petrzalka.sk     |
| Načelnik:           | Ján Hrčka            |

Petržalka (njemački: Engerau, mađarski: [Pozsony-]Ligetfalu) je gradska četvrt u Bratislavi.
U ovom dijelu grada koji se nalazi na desnoj obali Dunava danas živi preko 115 000 stanovnika.

## Povijest
Prvi pisani spomen ovog mjesta datira iz 1225. godine. To područje je u prošlosti bilo naseljeno Pečenezima. Kasnije je naselje postalo poznato odmorište s brojnim vrtovima. Godine 1866., Petržalka je imala samo 594 stanovnika i 103 kuće. Krajem 19. stoljeća naselje biva povezano s Bratislavom željezničkim mostom. Početkom 20. stoljeća, većinu stanovnika ovog naselja činili su Nijemci i Mađari. Godine 1919., Čehoslovačke legije anektiraju naselje, da bi ga kasnije u drugom svjetskom ratu anektirala nacistička Njemačka. Za vrijeme nacističke vlasti ovdje se nalazi radni logor za Židove. Naselje službeno postaje dio Bratislave 1946. godine. U 1970.-ima počinje gradnja velikih stambenih blokova, po kojima je ova četvrt danas poznata.

## Podjela
Petržalka je službeno podijeljena na tri dijela. To su:
- Dvory
- Lúky
- Háje

Neslužbeno se četvrt još dijeli i na Ovsište, Janíkov dvor, Kopčany, Zrkadlový háj, Starý háj i Kapitulský dvor.

## Obrazovanje i sport
U Petržalki se nalazi sjedište Ekonomskog sveučilišta. Ovdje se nalazi i 11 osnovnih škola, te 19 vrtića, kao i nekoliko gimnazija.
U četvrti se nalazi popularni nogometni klub FC Artmedia Petržalka.